# 托马斯·索尔德
托马斯·索尔德（英語：Thomas Thould，1886年1月11日—1971年6月15日），生于滨海韦斯顿，英国男子水球运动员。他曾代表英国参加1908年夏季奥林匹克运动会水球比赛，获得一枚金牌。